# St. Gumbertus (Ansbach)

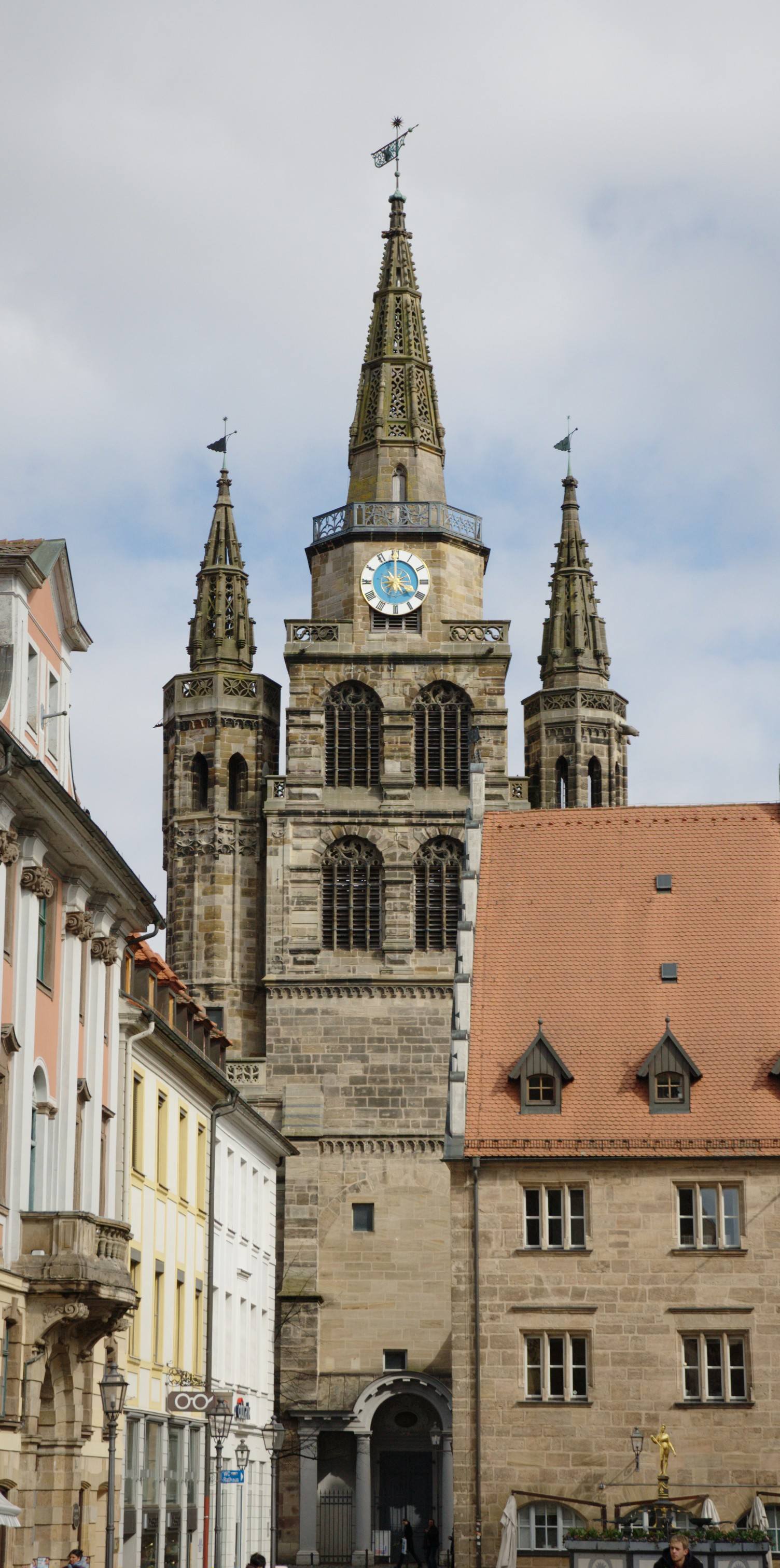
St.-Gumbertus-Kirche Ansbach

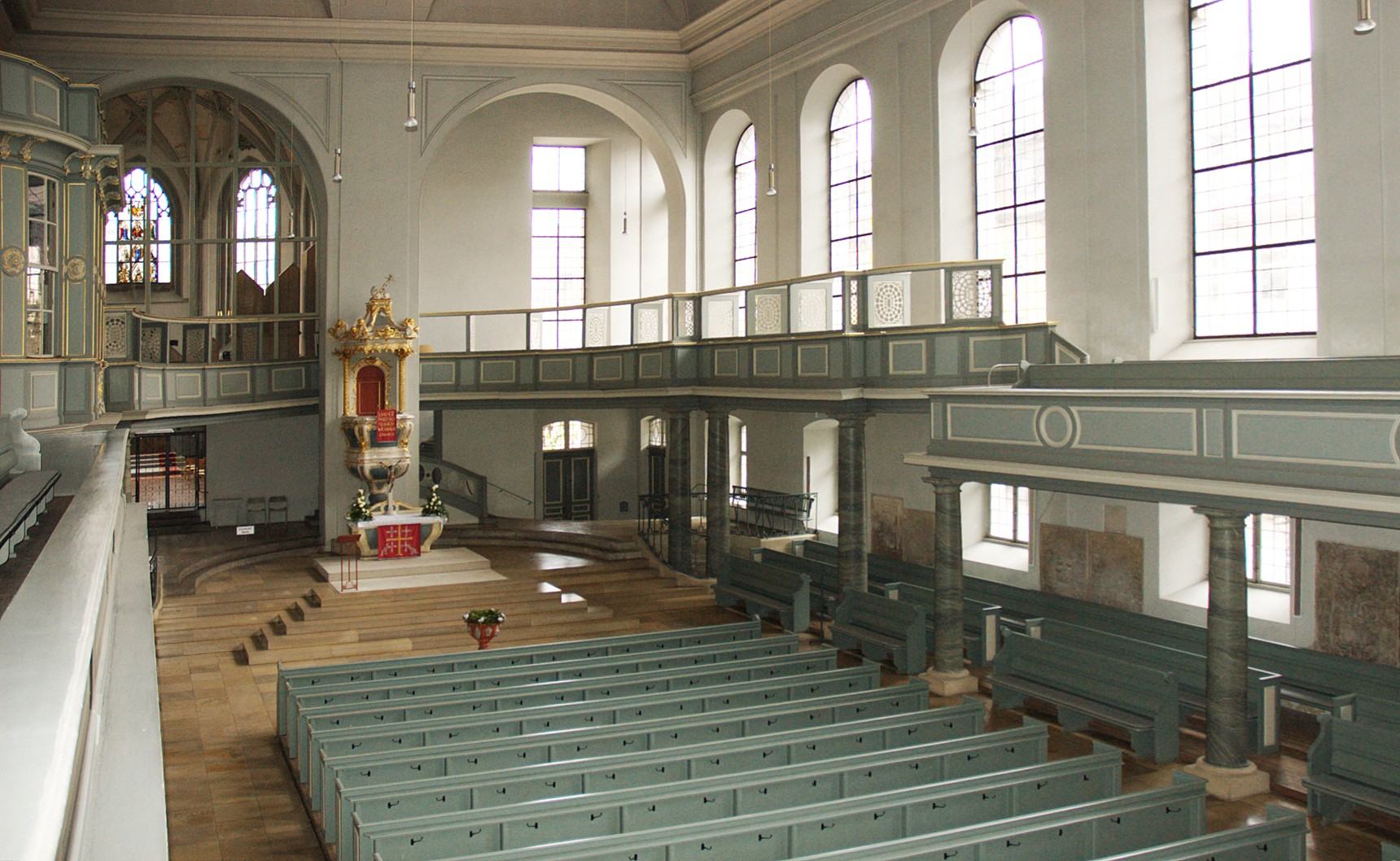
Innenansicht

St. Gumbertus gehört zusammen mit ihrer Nachbarkirche St. Johannis zu den zentralen Innenstadtkirchen von Ansbach in Bayern.
Das St. Gumbert, der Heiligen Maria und St. Salvator geweihte Kloster St. Gumbert wurde durch den Hl. Gumbert gegründet. 748 bis 911/1012 war es ein Benediktinerkloster; später war es ein Kollegiatstift. Es wurde 1563 aufgelöst, die Propstei nicht mehr besetzt. Die Stiftsgüter bildeten einen Fonds für Kirchen- und Schulzwecke unter staatlicher Verwaltung, der erst unter Maximilian von Montgelas säkularisiert wurde. Die St.-Gumbertus-Kirche dient als Evangelisch-Lutherische Stadtpfarrkirche.

## Geschichte
Die Geschichte von St. Gumbertus reicht zurück bis in die Anfänge der einstigen Residenz. Der Name der Kirche erinnert an den fränkischen Edelfreien Gumbert, der um 748 am Zusammenfluss der Rezat und des Onoldsbaches ein Benediktinerkloster gründete. Im 11. Jahrhundert wurde das Kloster St. Gumbert in ein Kollegiatstift umgewandelt und erlebte eine große Zeit (siehe auch Liste der Pröpste des Kollegiatstifts St. Gumbertus in Ansbach); so war es namengebender Besitzer der Gumbertusbibel. Schließlich trat 1528 durch einen Landtagsbeschluss unter Markgraf Georg dem Frommen die Kirche zusammen mit der Markgrafschaft Ansbach der evangelisch-lutherischen Reformation bei.

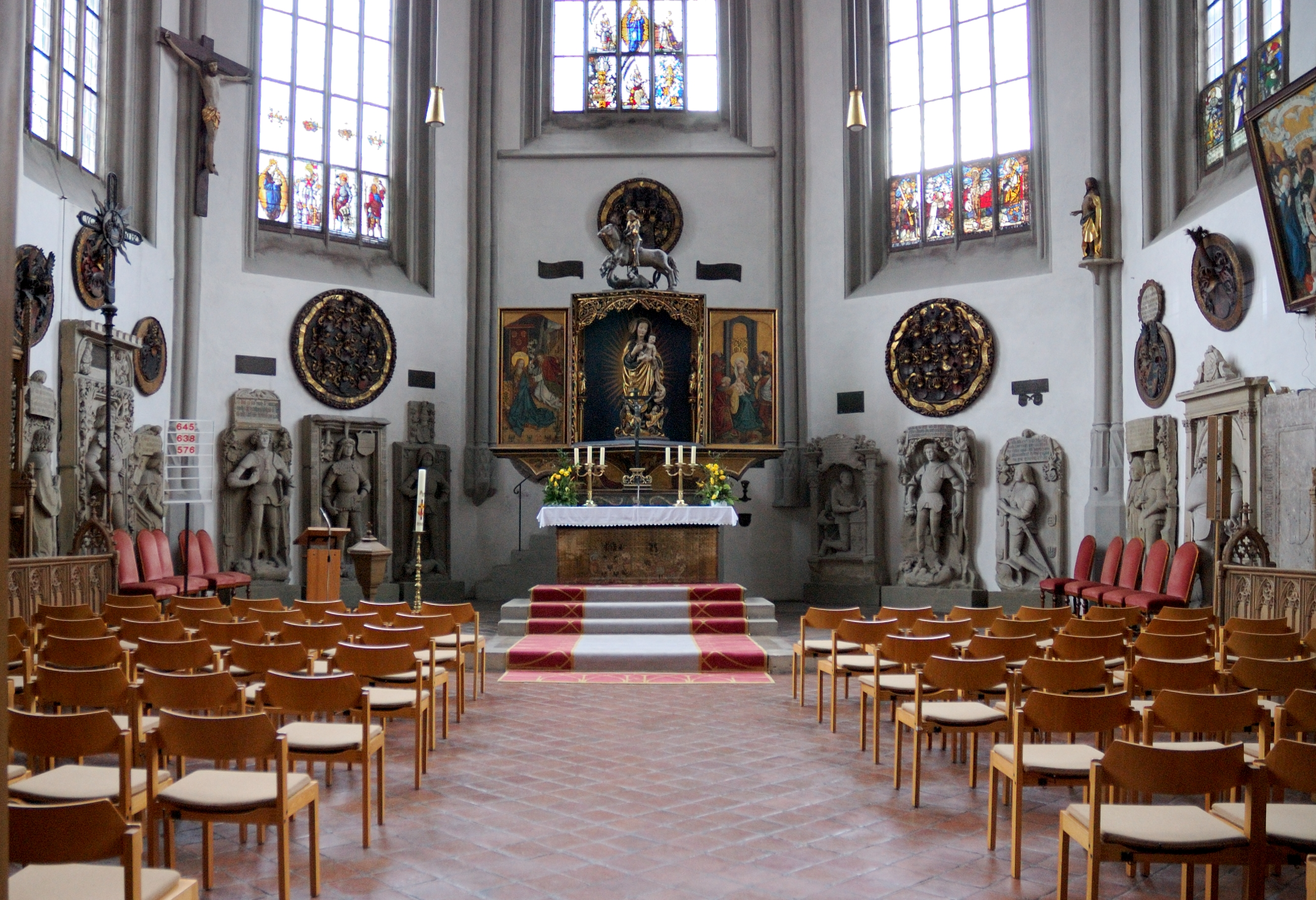
Schwanenritterkapelle

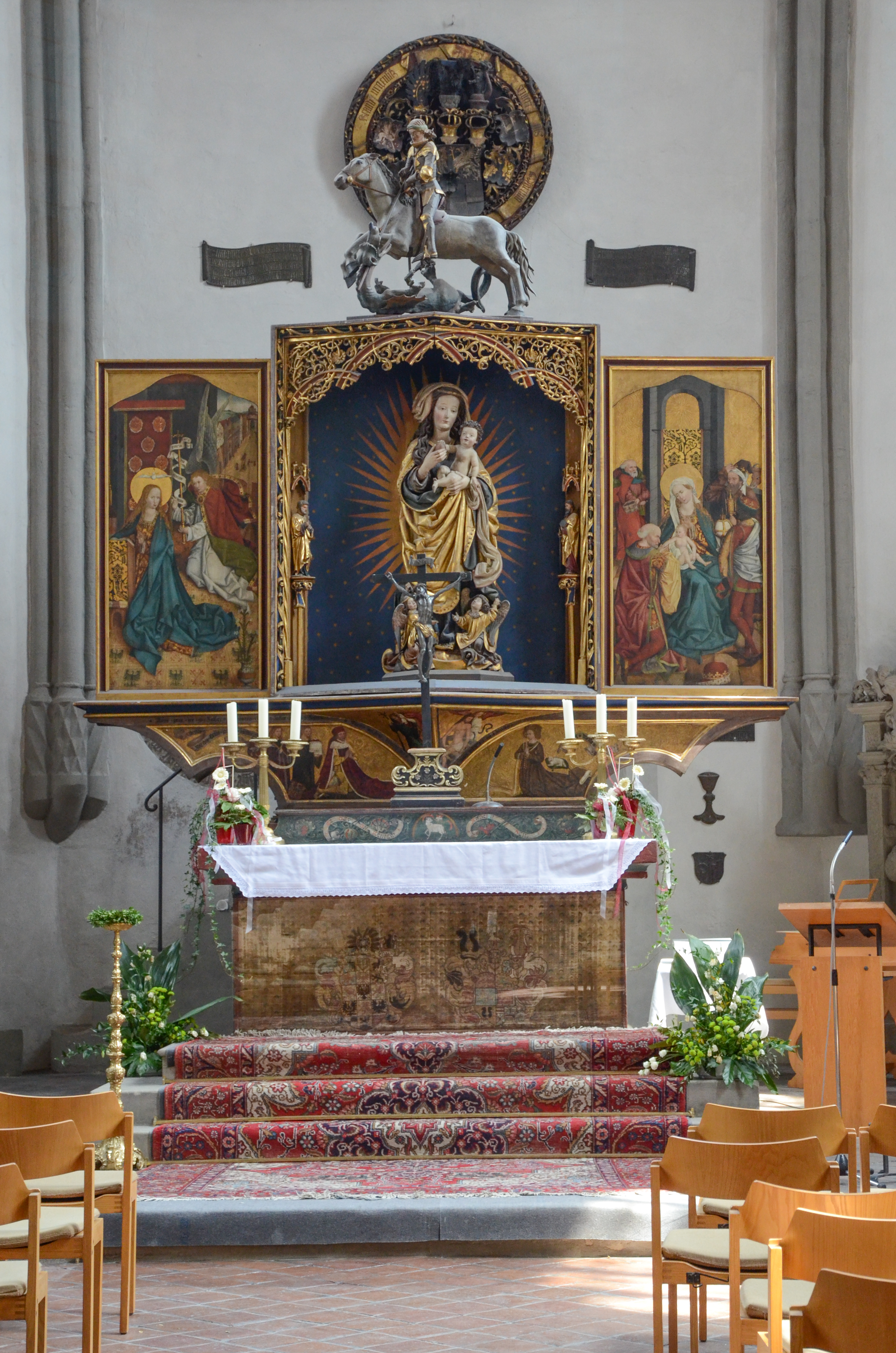
Schwanenordensaltar

Die St.-Gumbertus-Kirche vereint in ihrer bald tausendjährigen Geschichte in sich die wechselnden Baustilepochen von rund 700 Jahren, angefangen von den heute noch sichtbaren ältesten Bauteilen Ansbachs (Krypta um 1040) über die Georgskapelle (14. Jahrhundert), den hohen Chor der einstigen spätromanischen Hauptkirche (der heutigen Schwanenritterkapelle aus dem 16. Jahrhundert) bis zum markgräflichen Repräsentationskirchenbau, den Markgraf Carl Wilhelm Friedrich 1738 durch Leopoldo Retti errichten ließ. Dem Bildhauer, der die Epitaphe der Schwanenritter schuf, gab man als Notnamen die Bezeichnung Meister der Ansbacher Schwanenritter. 1484 stiftete der Kurfürst von Brandenburg Albrecht Achilles den sogenannten Schwanenordensaltar, auf dessen linker Predella er sich und seine zweite Gemahlin Anna von Sachsen abbilden ließ.

## Gegenwart
Nach dem Ende des Markgraftums 1806 wurde aus der ehemaligen Hofkirche eine Gemeindekirche. Deren drei Sprengel umfassen heute die östliche Stadthälfte mit rund 6000 Gemeindegliedern.
Heute dient St. Gumbertus als Ort für eine Vielzahl von Konzerten und kirchlichen Veranstaltungen, wie z. B. kirchenmusikalische Aufführungen durch die Ansbacher Kirchenmusik und den Windsbacher Knabenchor oder Konzertveranstaltungen der Bachwoche. Spirituelles Leben ermöglicht die stets offene Kirche mit vielen liturgischen Formen, von denen, neben den Gottesdiensten, vor allem die kleineren Formen wie „Zeit für Dich“, „Taizé-Gebet“, „Gute-Nacht-Kirche“ und die „Bismarckturm-Andachten“ zu nennen sind.

## Orgel
Die Orgel wurde in den Jahren 1736 bis 1739 durch Johann Christoph Wiegleb erbaut und das Gehäuse von Leopoldo Retti geschaffen. Im Jahr 1884 baute Georg Friedrich Steinmeyer ein neues Innenwerk, in das 18 Register von Wiegleb einbezogen wurden. Die Prospektpfeifen wurden stillgelegt. Bei einem weiteren Neubau durch G. F. Steinmeyer & Co. im Jahr 1961 gingen bis auf wenige Pfeifen die bis dahin erhaltenen originalen Register verloren. Nach der Deinstallation der mit minderwertigem Material erbauten, kaum erhaltenswerten Orgel rekonstruierte die niederländische Orgelbaufirma Orgelmakerij Reil aus Heerde von 2004 bis 2007 das ursprüngliche Werk. Die Orgel besitzt heute wieder 47 Register auf drei Manualen und Pedal.
| I Unteres Werk C–d3 |                       |        |
| 01.                 | Quintatön             | 16′    |
| 02.                 | Principal             | 08′    |
| 03.                 | Salacional            | 08′    |
| 04.                 | Grob Gedakt           | 08′    |
| 05.                 | Gembshorn             | 08′    |
| 06.                 | Viola di Gamba        | 08′    |
| 07.                 | Flaut travers (ab c0) | 08′    |
| 08.                 | Octava                | 04′    |
| 09.                 | Flöth                 | 04′    |
| 10.                 | Quinta                | 03′    |
| 11.                 | Superoctava00000      | 02′    |
| 12.                 | Mixtur XIII–X         | 02′    |
| 13.                 | Cijmbel II            | 02′    |
| 14.                 | Sesquialtra II–III    | 01 ⁄2′ |
| 15.                 | Trompete              | 08′    |
| 16.                 | Oboe d‘amour          | 08′    |

| II Oberes Werk C–d3 |              |        |
| 17.                 | Fugara       | 08′    |
| 18.                 | Grobgedakt   | 08′    |
| 19.                 | Quintatön    | 08′    |
| 20.                 | Principal    | 04′    |
| 21.                 | Rohrflöthen  | 04′    |
| 22.                 | Blockflöthen | 04′    |
| 23.                 | Octava       | 02′    |
| 24.                 | Waldflöthen  | 02′    |
| 25.                 | Flaschiolet  | 02′    |
| 26.                 | Quinta       | 01 ⁄2′ |
| 27.                 | Mixtur IV    | 01′    |
| 28.                 | Fagott       | 16′    |
| 29.                 | Vox0humana0  | 08′    |

| III Mittleres Werk C–d3 |             |    |
| 30.                     | Quintaten   | 8′ |
| 31.                     | Principal   | 4′ |
| 32.                     | Petitt      | 4′ |
| 33.                     | Spitzflöth  | 4′ |
| 34.                     | Nassat      | 3′ |
| 35.                     | Sallicinet  | 2′ |
| 36.                     | Nachthorn   | 2′ |
| 37.                     | Echo V      | 8′ |
|                         | Tremulant   |    |
|                         | Accordstern |    |

| Bässe (Pedal) C–d1 |                   |     |
| 38.                | Subbass           | 32′ |
| 39.                | Principal Bass    | 16′ |
| 40.                | Violon Bass       | 16′ |
| 41.                | Quintadenen0Bass0 | 16′ |
| 42.                | Octaven Bass      | 08′ |
| 43.                | Quint Bass        | 06′ |
| 44.                | Bassetgen         | 04′ |
| 45.                | Mixtur Bass VI    | 04′ |
| 46.                | Cymbel Bass II    | 02′ |
| 47.                | Posaunen Bass     | 16′ |

- Spielhilfen:

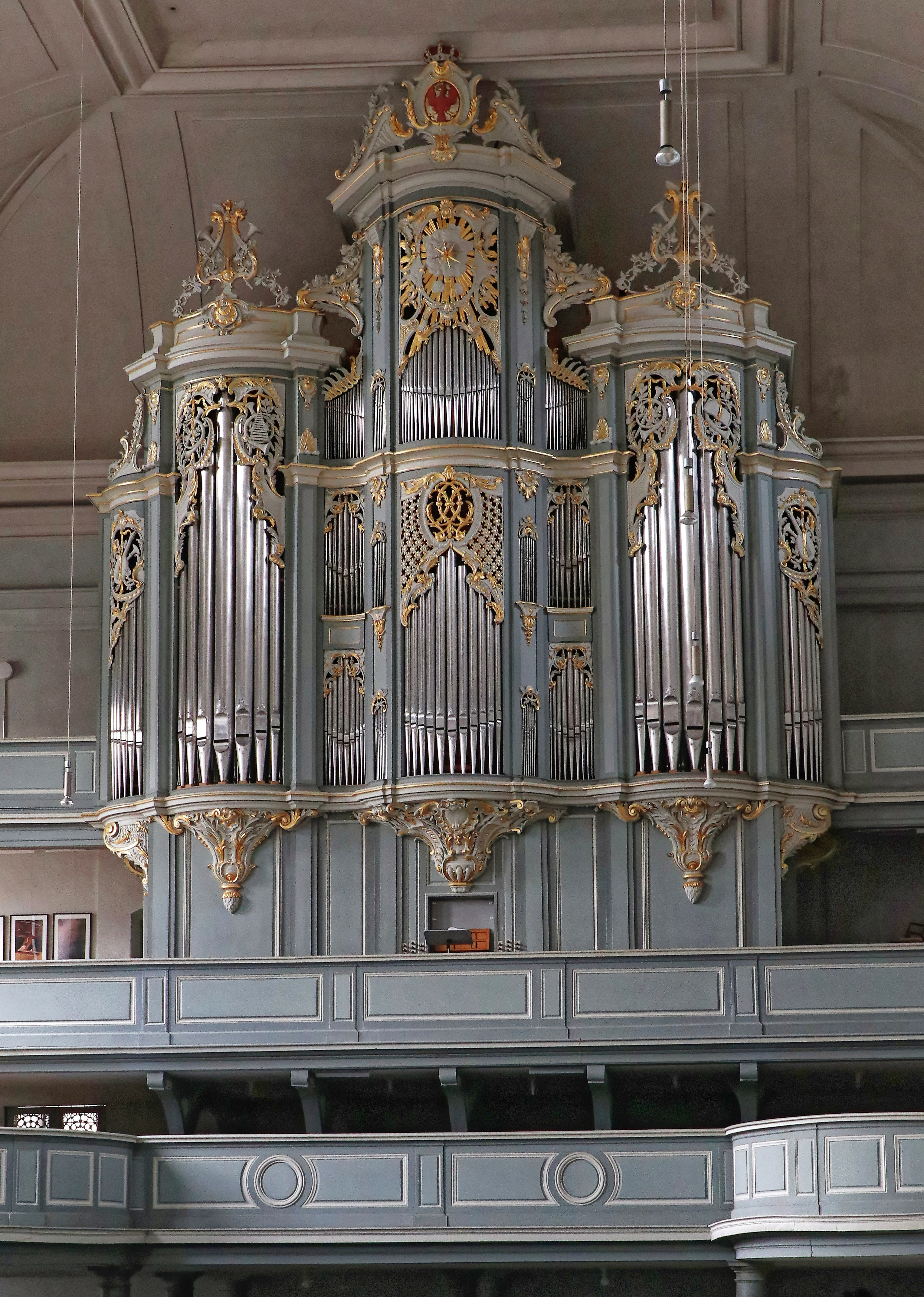
Orgelprospekt mit Schleierwerk

  - Unteres Werk: Sperrventil, Schiebekoppel zum mittleren Manual
  - Mittleres Werk: „Echo“, „Machin Zug zum Echo“, „Sperr Ventil zum obern Manual“
  - Oberes Werk: „Sperr Ventil zum mittlern Manual“, Schiebekoppel zum obern Manual
  - Bässe: Sperrventil zum Pedal
  - Calcant: Manuelle Aktivierung einer Glocke am Balg für manuelle Winderzeugung (historisch)
- Anmerkungen:

1. ↑  8′, 4′, 3′, 2′, 1 3⁄5’ (ab C).
2. ↑  Holz, offen.

## Glocken
Im Turm der Gumbertuskirche befinden sich drei historische Glocken, auf die das dreistimmige Glockengeläut der benachbarten Johanniskirche abgestimmt ist und mit diesem ein Gesamtgeläute bilden.
| Glocke | Name             | Gießer                                           | Gussjahr | Gewicht    | Durchmesser | Schlagton |
| ------ | ---------------- | ------------------------------------------------ | -------- | ---------- | ----------- | --------- |
| 1      | Markgrafenglocke | Christian Viktor Herold (Nürnberg)               | 1736     | 2500 kg    | 1600 mm     | cis’      |
| 2      | Johannisglocke   | Hermann (II.) Kessler oder Nachfolger (Nürnberg) | um 1400  | ≈ 1600 kg0 | 1300 mm     | fis’      |
| 3      | Beichtglocke     | Christian Viktor Herold (Nürnberg)               | 1730     | ≈ 500 kg   | 0970 mm     | a’        |